# Bastards
A Bastards album a brit Motörhead zenekar 1993-ban megjelent, sorrendben tizenegyedik stúdiólemeze.

## Története
A csalódást keltő March ör Die (1992) album után a Bastards lemezzel a Motörhead visszatért saját zenei világához, a gyors, kemény, zajos dalokhoz. Ez volt az első album, melyet teljes egészében az új dobos Mikkey Dee-vel vettek fel, aki lendületes játékával új energiákat hozott a csapatba. Ennek eredményeként a Bastards az 1990-es években megjelent Motörhead-lemezek közül zeneileg a legjobb.
A lemez producere Howard Benson volt, aki aztán további három Motörhead-album munkálataiban is részt vett. A dalok többsége az 1980-as évek klasszikus Motörheadjét idézi, kivétel a komoly témákat feszegető akusztikus Don’t Let Daddy Kiss Me és Lost in the Ozone, melyek az együttes előző két albumán megismert lírai oldalt képviselik.
Ott van a »Don’t Let Daddy Kiss Me« (magyarul »Ne hagyd aput, hogy megcsókoljon!«), ami egy gyermekmegrontásról szóló nóta. Azt egyedül írtam és három évig a zsebemben hordtam. Mindenkinek felajánlottam – Lita Fordnak és Joan Jettnek is –, mert úgy gondoltam, hogy ezt egy lánynak kell énekelni, de senki nem vitte el. Úgyhogy végül én magam énekeltem fel.
A Born to Raise Hell dalt eredetileg Clive Barker Hellraiser III: Hell on Earth című horrorfilmjéhez vették fel, majd 1994-ben az Airheads (magyarul Pancserock) mozifilm zenéjeként is felbukkant, ahol Lemmy mellett már a rapper Ice-T és az Ugly Kid Joe zenekar énekese, Whitfield Crane is szerepelt benne. A lemezen szereplő változatot Lemmy egyedül énekli.
1993-ban a WTG/Epic kiadótól történt dicstelen távozás után a Bastards albumra a ZYX Music nevű német dance kiadóval kötött szerződést a Motörhead, és ez a lépés eladási szempontból meg is pecsételte a lemez sorsát. A terjesztés szinte egyedül Németországban működött rendesen (amely a Motörhead mindmáig legerősebb bázisa), de a világ többi részén jó ideig gyakorlatilag beszerezhetetlen volt az album.
A Bastards egyike volt a legeslegjobb albumainknak, amit valaha is készítettünk, és egyszerűen teljesen köddé vált.
Az album 2001-es újrakiadására bónuszként felkerült a „Jumpin’ Jack Flash” Rolling Stones-dal egy felejthető feldolgozása, melyet a 2000-ben megjelent We Are Motörhead album idején rögzítettek.

## Az album dalai
1. "On Your Feet or on Your Knees" (Lemmy, Campbell, Würzel, Dee) – 2:34
2. "Burner" (Lemmy, Campbell, Würzel, Dee) – 2:52
3. "Death or Glory" (Lemmy, Campbell, Würzel, Dee) – 4:50
4. "I Am the Sword" (Lemmy, Campbell, Würzel, Dee) – 4:28
5. "Born to Raise Hell" (Lemmy) – 4:58
6. "Don't Let Daddy Kiss Me" (Lemmy) – 4:05
7. "Bad Woman" (Lemmy, Campbell, Würzel, Dee) – 3:16
8. "Liar" (Lemmy, Campbell, Würzel, Dee) – 4:12
9. "Lost in the Ozone" (Lemmy, Campbell, Würzel, Dee) – 3:27
10. "I'm Your Man" (Eddie Clarke, Würzel, Lemmy, Dee) – 3:28
11. "We Bring the Shake" (Lemmy, Campbell, Würzel, Dee) – 3:48
12. "Devils" (Lemmy, Campbell, Würzel, Dee) – 6:00

### Bónusz felvételek a 2001-es újrakiadáson
1. "Jumpin' Jack Flash" (Mick Jagger, Keith Richards) – 3:20

## Közreműködők
- Ian 'Lemmy' Kilmister – basszusgitár, ének
- Phil Campbell – gitár
- Mike 'Würzel' Burston – gitár
- Mikkey Dee – dobok